# DN65C
De DN65C (Drum Național 65C of Nationale weg 65C) is een weg in Roemenië. Hij loopt van Craiova via Bălcești naar Horezu. De weg is 111 kilometer lang.